# Hrabstwo Schleicher

Piramida wieku hrabstwa

Hrabstwo Schleicher – rolnicze hrabstwo w USA, w stanie Teksas, na płaskowyżu Edwardsa. Utworzone w 1887 r. Siedzibą hrabstwa jest miasteczko Eldorado. Należy do trzydziestu najsłabiej zaludnionych hrabstw Teksasu (0,7 os./km²).

## Sąsiednie hrabstwa
- Hrabstwo Tom Green (północ)
- Hrabstwo Menard (wschód)
- Hrabstwo Sutton (południe)
- Hrabstwo Crockett (zachód)
- Hrabstwo Irion (północny zachód)
- Hrabstwo Kimble (południowy wschód)

## Gospodarka
Hrabstwo Schleicher posiada jedne z największych stad owiec i kóz w Stanach Zjednoczonych (6. co do wielkości dochód w Teksasie i 16. w USA - 2022). Ponadto pewną rolę w gospodarce hrabstwa odgrywają wydobycie gazu ziemnego i ropy naftowej, hodowla bydła, oraz uprawy kukurydzy i bawełny.

## Ludność
Mieszkańcy deklarują głównie pochodzenie meksykańskie (50,9%), angielskie (9,6%), irlandzkie (8,6%), francuskie (3,8%) i niemieckie (3,4%).